# Костянтин Святополк-Четвертинський
Костянтин Микола Святополк-Четвертинський або Тинько Четвертинський (Брюссель, 20 лютого 1978) — художній фотограф і князь, визнаний бельгійським принцом у 2007 році. Походить з династії Святополк-Четвертинських.

## Життєпис
Походить з давньоукраїнської князівської династії Святополк-Четвертинський. Він є другим сином князя Михайла Святополк-Четвертинського, який був послом Королівства Бельгія та його першої дружини Христини Сігурдсон фра Ведрамонті.
2012 року одружився з княжною Паолою Марією Сапігою де Бурбон (Лондон, 27 квітня 1983), донькою князя Яна Сапіги-Розанського та принцеси Марії Христини Орлеанської-Браганської.
Він разом зі своїм братом Олександром Володимиром Святополк-Четвертинським (27 грудня 1975) подав клопотання про визнання спадкового шляхетства та їхнього княжого титулу в Бельгійському королівстві, який надано королівським указом для них і їхніх дітей з подальшою передачею через нащадків чоловічої статі. Визнання було офіційно затверджено 17 квітня 2007 року. Мають старовинний княжий родинний герб із девізом Jure suo.